# Покачи
Покачи́ — город в России, в Ханты-Мансийском автономном округе — Югре. Расположен в Западной Сибири, на правом берегу реки Ватьёган, притоке Агана. Население — 16 040 чел. (2021). Площадь — 22,84 км². Основанный в 1984 году, он является самым молодым городом Югры.
Как административно-территориальная единица ХМАО имеет статус города окружного значения. В рамках местного самоуправления образует муниципальное образование город Покачи со статусом городского округа как единственный населённый пункт в его составе.
Глава города Покачи — Таненков Виктор Львович.

## Этимология
Название города произошло от хантыйского рода Покачевых, на чьих землях в 1970 году 21 разведочная скважина подтвердила наличие промышленной нефти.

## История
Возник как вахтовый поселок в 1978 году на территории Покачевского нефтяного месторождения. В 1984 году началось строительство нового посёлка в 15 км от старого. В 1992 году посёлку был присвоен статус города.

## География
Город располагается на берегу реки Ватьёган, в 359 километрах к северо-востоку от Ханты-Мансийска.

### Климат
Город Покачи и городской округ приравнены к районам Крайнего Севера.
Преобладает резко континентальный климат. Июль самый тёплый месяц в году со средней температурой 17,4 ° C, а самый холодный месяц — январь, со средней температурой −22.3 ° C.
Среднегодовое количество осадков — 555 мм.

## Население
| 1989    | 1993    | 1996    | 1998    | 2000    | 2001    | 2002    | 2003    | 2005    |
| ------- | ------- | ------- | ------- | ------- | ------- | ------- | ------- | ------- |
| 11 536  | ↗12 800 | ↗13 600 | ↗13 800 | ↗14 500 | ↗15 000 | ↗17 017 | ↘17 000 | ↘16 900 |
| 2006    | 2007    | 2008    | 2009    | 2010    | 2011    | 2012    | 2013    | 2014    |
| ↘16 700 | ↗16 800 | ↗16 900 | ↗17 084 | ↗17 171 | ↘17 159 | ↗17 186 | ↗17 273 | ↗17 471 |
| 2015    | 2016    | 2017    | 2018    | 2019    | 2020    | 2021    |         |         |
| ↗17 731 | ↗17 899 | ↗17 905 | ↘17 874 | ↗17 987 | ↗18 074 | ↘16 040 |         |         |

На 1 января 2025 года по численности населения город находился на 732-м месте из 1124 городов Российской Федерации.
Национальный состав
Ниже приводятся данные о национальном составе города по данным Всероссийской переписи населения 2010 года
| Национальность | Численность (чел.) | Процентное соотношение |
| -------------- | ------------------ | ---------------------- |
| Русские        | 8 353              | 48,65%                 |
| Украинцы       | 1 685              | 9,81%                  |
| Татары         | 1 296              | 7,55%                  |
| Лезгины        | 937                | 5,46%                  |
| Кумыки         | 463                | 2,70%                  |
| Азербайджанцы  | 428                | 2,49%                  |
| Башкиры        | 425                | 2,48%                  |
| Чеченцы        | 405                | 2,36%                  |
| Молдаване      | 402                | 2,34%                  |
| Белорусы       | 315                | 1,83%                  |
| Даргинцы       | 285                | 1,65%                  |
| Гагаузы        | 189                | 1,10%                  |
| Чуваши         | 180                | 1,04%                  |
| Болгары        | 105                | 0,61%                  |
| Аварцы         | 103                | 0,60%                  |
| Другие         | 694                | 4,04%                  |
| Не указали     | 906                | 5,28%                  |
| Всего          | 17 171             | 100,00%                |

## Промышленность
Доминирующим предприятием города (доля промышленной продукции 99,47 %) является нефтегазодобывающее предприятие «Покачевнефтегаз», входящее в состав нефтяной компании «Лукойл».

## Транспорт
Имеется внутригородской автобусный маршрут между Промзоной и городом. Работают междугородние маршруты до Сургута, Нижневартовска.

## Образование
В городе работают 5 детских дошкольных учреждений, 3 средних школы, Лангепасский политехнический колледж (филиал в гор. Покачи).

## Средства массовой информации

### Газета
Еженедельная городская общественно-политическая газета "Покачевский вестник", издается с 28 марта 1991 года.

### Телевидение
Телерадиокомпания "Ракурс+" ООО "Медиа-холдинг "Западная Сибирь".

### Страницы в социальных сетях
ВКонтакте Телеграм

### Официальный сайт администрации города Покачи
Admpokachi.ru

### Радио
| Список радио и частот (на 25.12.2020) | Список радио и частот (на 25.12.2020) |
| ------------------------------------- | ------------------------------------- |
| Радио России / ГТРК Югория (Молчит)   | 66,65 УКВ                             |
| Радио Маяк (Молчит)                   | 67,55 УКВ                             |
| Радио Югра                            | 101,7 FM                              |
| Европа Плюс                           | 102,3 FM                              |
| Радио России / ГТРК Югория            | 102,7 FM                              |

## Достопримечательности
- Храм в честь Покрова Божией Матери;
- Соборная мечеть;
- Скульптура «Соболиная семейка»;
- Светящаяся надпись «Покачи» на въезде в город;
- Статуя В.Высоцкого скульптора З.Церетели;
- Скульптура «Дети и голуби»;
- Стела «21 разведка»;
- Бюст первооткрывателю покачевской нефти Н. М. Мелик-Карамову.

## Археология
В 2002 году в 4 км от Покачей недалеко от ручья Вор-Сап археолог Константин Карачаров обнаружил древнее захоронение обских угров XIV—XV веков. Рядом с могильником расположено средневековое городище. В 2020 году во время пандемии коронавирусной инфекции COVID-19 и введённого из-за неё режима самоизоляции «чёрные копатели» разграбили 170 древних могил.